# 草凪純
草凪純（日语：草凪 純、1978年6月5日—），是出身於日本東京都的AV女優、脫衣舞孃。血型：O型。

## 簡歷
- 1996年10月，以加納瑞穗之名，在AV作品《Pin Pin Girl》正式出道。
- 1997年，一度引退、改名浅海成亞從事寫真女星活動。
- 1998年－1999年，AV界復出；之後二度引退並採作品《巨乳轉生》役名草凪純為名至今。
- 2000年，在浅草樂座表演脫衣舞，開始其脫衣舞孃生涯；以JUNE為名從事裸體模特兒工作，試探美國市場[2]。
- 2001年－2002年，以純名希林[3]名義從事女優活動。
- 2003年，來台灣為台北多媒體大展代言，遭當時台北市議員王育誠向台北市勞工局檢舉未申請工作證，勞工局隨即以違反就業服務法、開罰新台幣三萬元。
- 2006年1月，再度AV界復出，但因契約問題不能再使用原AV藝名加納瑞穗，而是以草凪純名義。

## 外部連結
- 草凪純介紹
- JUNE KUSANAGI 2525 - 公式HP
- http://ameblo.jp/kusanagi-jane/ （页面存档备份，存于）
- 草凪純 （页面存档备份，存于）
- http://www.moodyz.com/actress/-/detail/=/id=5974/ （页面存档备份，存于）
- http://xcity.jp/idol/detail/?id=2774&style=simple （页面存档备份，存于）